# Балистичен гел
Балистичният гел е хомогенна смес използвана от полицаите криминалисти. Той е прахообразно вещество, което се смесва с вода и след престой наподобява по плътността и вискозитета на плътта на човек. Използва се, за да се научи близостта на стрелеца до жертвата, ъгъла под който е влезнал куршума, а ако става въпрос за хладно оръжие, вида на оръжието, с което е нанесен удара. Манекени от балистичен гел се използват и в краш тестовете на коли, за да се провери безопасността на даденото возило.